# Mercedes Comaposada
Mercedes Comaposada Guillén (Barcelona, 14 de agosto de 1901 — Paris, 11 de fevereiro de 1994) foi uma pedagoga, advogada e militante anarquista espanhola. Com uma importante participação na revolução social espanhola de 1963, foi cofundadora da organização Mujeres Libres, junto com Lucía Sánchez Saornil e Amparo Poch y Gascón.

## Biografia

### Início de vida e carreira
Mercedes Comaposada Guillén, nascida Mercè Comaposada i Guillén (em catalão), nasceu em Barcelona em 14 de agosto de 1901. Filha de Josep Comaposada, um sapateiro e socialista, foi criada em um ambiente militante e de cultura, aprendendo datilografia aos 12 anos. Nenhum dado sobre sua mãe é conhecido. Comaposada abandonou a escola quando era muito jovem para começar a trabalhar como editora em uma produtora de filmes. Mais tarde, ingressou no Sindicato dos Espetáculos Públicos de Barcelona, pertencente à Confederação Nacional do Trabalho.
Pouco tempo depois ela foi para Madrid para continuar seus estudos em Direito, tendo como professores Antonio Machado e José Castillejo. Nesta fase de sua vida, na qual ela também se formou como pedagoga para ensinar outras mulheres, ela conheceu Lucia Sánchez Saornil, com quem ela teve a ideia de criar um grupo de mulheres voltado ao âmbito do movimento libertário. Lucía e Mercedes "lecionaram em cursos de ensino fundamental para trabalhadores e trabalhadoras, promovidos pela CNT de Madrid nos anos 30. Elas viram a necessidade de realizá-los especificamente para as mulheres, dada a misoginia e os preconceitos existentes da época".

### Mujeres Libres

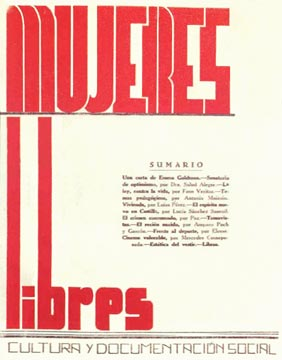
Primeiro exemplar da revista Mujeres Libres

Em abril de 1936, juntamente com Lucía Sánchez Saornil e Amparo Poch y Gascón, fundou a organização feminista Mujeres Libres, que se tornaria, juntamente com a Confederação Nacional do Trabalho, a Federação Ibérica de Juventude Libertária e a Federação Anarquista Ibérica, umas das principais organizações do movimento libertário espanhol.
A organização cresceu rapidamente, alcançando mais de 20 000 trabalhadores e camponeses da zona republicana em 1938. Um dos fatores que ajudaram o crescimento da organização foi o fato de Mercedes viajar pessoalmente para Barcelona com os estatutos da Federação Nacional em busca de um grupo de mulheres, principalmente membros da CNT e outras organizações como os ateneos e a Juventude Libertária, que formou o Grupo Cultural Feminino, para informá-las de que uma organização com os mesmos objetivos havia sido formada, pedindo que se juntassem a ela. Um mês depois, em maio de 1936, foi publicada a primeira edição da revista Mujeres Libres, a revista anarcofeminista que emerge a partir da organização homônima. O objetivo desta publicação, que permaneceu ativa até 1938, foi, conforme declarado na primeira edição:
"...para canalizar a ação social das mulheres, dando-lhes uma nova visão das coisas, impedindo que sua sensibilidade e seu cérebro sejam contaminados por erros masculinos." —Amparo Poch y Gascón
Outras mulheres, como Federica Montseny, Emma Goldman, Lucía Sánchez Saornil, Mary Giménez, Carmen Conde e outras colaboraram no processo de desenvolvimento das 12 edições restantes. Houve a participação de um único homem, Baltasar Lobo, um escultor que conheceu Comaposada em 1933 e que se tornou seu companheiro, trabalhando na revista como ilustrador. Mais tarde, entre 1964 e 1978, Comaposada editaria novamente em outras cidades e com outras pessoas - principalmente mulheres.
Quando o golpe de Estado ocorreu em 18 de julho de 1936, ela voltou a Barcelona, onde se juntou a outro grupo de mulheres com o qual colaborou na criação de uma nova federação nacional.
Apesar de sua saúde frágil, ela nunca deixou de lado seu trabalho como educadora e sua colaboração com a imprensa libertária. Durante os primeiros anos da Segunda República Espanhola, ela colaborou em vários títulos da imprensa libertária. Escreveu especialmente para os periódicos Tierra y Libertad (editado pela Federação Anarquista Ibérica), Mujeres Libres (da qual se tornaria editora-chefe durante a revolução social espanhola de 1936) e Tiempos Nuevos, onde ela tinha uma seção que tratava de tópicos que iam de medicina à sexualidade.
Após a derrota da Segunda República, ela foi forçada a se exilar em Paris junto com seu parceiro, Baltasar Lobo, sob a proteção de Pablo Picasso, para quem ela trabalhava como secretária. Além disso, ela realizava numerosas traduções de obras de autores espanhóis, especialmente Lope de Vega, e também era representante da obra artística de seu parceiro, Baltasar Lobo. Nas décadas de 60 e 70, ainda em Paris, ela continuou colaborando com artigos em Mujeres Libres, Tierra y Libertad e Tiempos Nuevo e, além disso, participou de outras revistas como Ruta y Umbral.
Mercedes Comaposada morreu em 11 de fevereiro de 1994 em Paris.

## Obras
Além dos inúmeros artigos que escreveu para a imprensa, Mercedes Comaposada publicou vários trabalhos, alguns deles sob o nome de Mercedes Guillén, nome que teve certa notabilidade no campo libertários.
- Esquemas (1937)
- Las mujeres en nuestra revolución (1937)
- La ciencia en la mochila (1938)
- Conversaciones cono los artistas españoles de la Escuela de París (1960, como Mercedes Guillén)
- Picasso (1973, como Mercedes Guillén)